# سیارک ۱۴۷۰۲
سیارک ۱۴۷۰۲ (به انگلیسی: 14702 Benclark، نامگذاری:2000AY242) چهارده هزار و هفتصد و دومین سیارک کشف شده‌است که در ۷ ژانویه ۲۰۰۰ کشف شد.
قدر مطلق سیارک برابر ۵۱.۲ است.